# Wu-Tang Clan
Wu-Tang Clan er en rap/hiphop-gruppe, der opstod i 1993 på Staten Island, New York, USA.
Holdet bestod af 9 mc's, men blev senere hen reduceret til 8 efter Ol' Dirty Bastards tragiske død i 2004.
Wu-Tang Clan blev dannet på Staten Island i starten af 90'erne af fætrene RZA, GZA og Ol' Dirty Bastard. De fik kort tid efter selskab af Method Man, Raekwon, Ghostface Killa, U-God, Masta Killa og Inspektah Deck. MC'en Cappadonna har altid været tæt affilieret med Wu-Tang Clan, men er dog aldrig officielt blevet optaget, som det tiende medlem.
I 1993 udsendte hiphop-kollektivet det revolutionerende album 'Enter the Wu-Tang Clan (36 Chambers)', hvis titel refererede til  filmen "The 36th Chamber of Shaolin" . Med albummets møgbeskidte opklippede lydbillede og konfronterende rapstil fjernede gruppen fokus fra den californiske gangstarap, og bragte hiphoppen tilbage til New Yorks nattesorte gader og til de nedslidte boligblokke, som Klanens medlemmer kom fra.
Efterfølgende fulgte en række af soloprojekter fra de enkelte medlemmer. Særlig opmærksomhed var der på Method Mans 'Tical' og Raekwons 'Only Built for Cuban Linx', der med RZA bag roret slog Wu-Tangs navn fast som 90'ernes mest nyskabende rapgruppe.
Med 'Wu-Tang Forever' forsøgte klanen at følge op på debuten. Albummet indeholdt mere end to timers musik, og var ifølge en del kritikere præget af en god portion storhedsvanvid og mangel på struktur.
Med 'The W' fra 2000 returnerede Wu-Tang med endnu et mesterværk. Albummet viste en mere moden gruppe, der bl.a. havde fået hjælp af Snoop Doggy Dogg, Nas og reggaelegenden Junior Reid. Mest opmærksomhed skabte Isaac Hayes dog med hans optræden på 'I Can't Go To Sleep'.
I 2001 udsendte gruppen deres fjerde album 'Iron Flag'. Reaktionerne var blandede, blandt fordi gruppen manglede en af deres frontfigurer; Ol' Dirty Bastard. Selvom den karismatiske MC sad i spjældet formåede resten af gruppen stadig at levere et album som er velset af mange.
Siden gruppens sidste album har gruppens medlemmer med blandet held fokuseret på deres solokarrierer. Bedst er det gået produceren the RZA, der har gjort sig bemærket som filmmusiker, og Ghostface, der har skabt sig et navn som en af tidens mest udfordrende rappere.
I november 2004 døde gruppens bad boy Ol' Dirty Bastard, som var elsket af mange fans verden over.
Efter mange års venten udsendte Wu-Tang Clan i december 2007 albummet '8 Diagrams', der bl.a. indeholdt Beatles-coveren 'The Heart Gently Weeps'.
I slutningen af 2014 vendte gruppen tilbage med A Better Tomorrow, som indtil nu er deres sidste album.

## Albums
- Enter the Wu-Tang - 36 Chambers (1993)
- Wu-Tang Forever (1997)
- The W  (2000)
- Iron Flag  (2001)
- Disciples of the 36 Chambers - Chapter 1 (Live) (2004)
- 8 Diagrams (2007)
- Greatest hits (2008)
- A Better Tomorrow (2014)
- Once Upon a Time in Shaolin (2015)
- The Saga Continues (2017)